# Championnat d'Europe de baseball 2014
Navigation
2012 2016
Le Championnat d'Europe de baseball 2014 est la 33e édition de cette épreuve mettant aux prises les meilleures sélections européennes. La phase finale se tient du 12 au 21 septembre en République tchèque et en Allemagne.

## Formule de l'épreuve
La phase finale fait suite à des tournois qualificatifs permettant d'accéder à cette compétition. Les formations classées entre le premier et le dixième rang lors de l'édition précédente disputée en 2012 sont exemptes de tournoi qualificatif et sont directement qualifiées en phase finale. Les vainqueurs des deux tournois qualificatifs qui se sont tenus à Zurich et Vienne du 22 au 27 juillet 2013 complètent le plateau.

## Participants
| Tournoi qualificatif                    | Qualifié(s)                                                                        |
| --------------------------------------- | ---------------------------------------------------------------------------------- |
| Championnat d'Europe 2012               | Allemagne Belgique Croatie Espagne France Grèce Italie Pays-Bas Rép. tchèque Suède |
| Tour de qualification - Poule de Zürich | Royaume-Uni                                                                        |
| Tour de qualification - Poule de Vienne | Russie                                                                             |

## Phase de poules

### Poule A
| 12 septembre 2014 | Belgique | 7 - 12 Boxscore | Italie | Armin-Wolf-Arena Affluence: 307 |

| 12 septembre 2014 | France | 3 - 2 Boxscore | Allemagne | Armin-Wolf-Arena Affluence: 1121 |

| 13 septembre 2014 | Suède | 1 - 7 Boxscore | Grande-Bretagne | Armin-Wolf-Arena Affluence: 335 |

| 13 septembre 2014 | Italie | 12 - 3 Boxscore | Suède | Armin-Wolf-Arena Affluence: 837 |

| 13 septembre 2014 | Grande-Bretagne | 5 - 9 Boxscore | France | Armin-Wolf-Arena Affluence: 1077 |

| 13 septembre 2014 | Allemagne | 6 - 2 Boxscore | Belgique | Armin-Wolf-Arena Affluence: 1937 |

| 14 septembre 2014 | Suède | 0 - 11 Boxscore | Belgique | Armin-Wolf-Arena Affluence: 397 |

| 14 septembre 2014 | Allemagne | 9 - 0 Boxscore | Grande-Bretagne | Armin-Wolf-Arena Affluence: 1511 |

| 14 septembre 2014 | Italie | 12 - 2 Boxscore | France | Armin-Wolf-Arena Affluence: 353 |

| 15 septembre 2014 | Belgique | 5 - 0 Boxscore | Grande-Bretagne | Armin-Wolf-Arena Affluence: 174 |

| 15 septembre 2014 | Suède | 3 - 8 Boxscore | France | Armin-Wolf-Arena Affluence: 367 |

| 15 septembre 2014 | Italie | 5 - 1 Boxscore | Allemagne | Armin-Wolf-Arena Affluence: 1711 |

| 16 septembre 2014 | France | 5 - 4 Boxscore | Belgique | Armin-Wolf-Arena Affluence: 165 |

| 16 septembre 2014 | Grande-Bretagne | 1 - 13 Boxscore | Italie | Armin-Wolf-Arena Affluence: 281 |

| 16 septembre 2014 | Allemagne | 12 - 8 Boxscore | Suède | Armin-Wolf-Arena Affluence: 1192 |

| Pl. | Équipe      | J | V | D | %     |
| --- | ----------- | - | - | - | ----- |
| 1   | Italie      | 5 | 5 | 0 | 1.000 |
| 2   | France      | 5 | 4 | 1 | 0.800 |
| 3   | Allemagne   | 5 | 3 | 2 | 0.600 |
| 4   | Belgique    | 5 | 2 | 3 | 0.400 |
| 5   | Royaume-Uni | 5 | 1 | 4 | 0.200 |
| 6   | Suède       | 5 | 0 | 5 | 0.000 |

### Poule B
| 12 septembre 2014 | Grèce | 3 - 15 Boxscore | Espagne | Ostrava, Arrows Ostrava Affluence: 210 |

| 12 septembre 2014 | Croatie | 2 - 19 Boxscore | Pays-Bas | Ostrava, Arrows Ostrava Affluence: 115 |

| 12 septembre 2014 | Tchéquie | 5 - 0 Boxscore | Russie | Ostrava, Arrows Ostrava Affluence: 315 |

| 13 septembre 2014 | Espagne | 18 - 2 Boxscore | Croatie | Ostrava, Arrows Ostrava Affluence: 75 |

| 13 septembre 2014 | Russie | 14 - 1 Boxscore | Grèce | Ostrava, Arrows Ostrava Affluence: 250 |

| 13 septembre 2014 | Pays-Bas | 7 - 0 Boxscore | Tchéquie | Ostrava, Arrows Ostrava Affluence: 580 |

| 14 septembre 2014 | Espagne | 12 - 0 Boxscore | Russie | Ostrava, Arrows Ostrava Affluence: 85 |

| 14 septembre 2014 | Pays-Bas | 11 - 0 Boxscore | Grèce | Ostrava, Arrows Ostrava Affluence: 92 |

| 14 septembre 2014 | Tchéquie | 13 - 2 Boxscore | Croatie | Ostrava, Arrows Ostrava Affluence: 195 |

| 15 septembre 2014 | Croatie | 10 - 3 Boxscore | Russie | Ostrava, Arrows Ostrava Affluence: 98 |

| 15 septembre 2014 | Tchéquie | 17 - 2 Boxscore | Grèce | Ostrava, Arrows Ostrava Affluence: 250 |

| 15 septembre 2014 | Pays-Bas | 19 - 7 Boxscore | Espagne | Ostrava, Arrows Ostrava Affluence: 123 |

| 16 septembre 2014 | Grèce | 10 - 0 Boxscore | Croatie | Ostrava, Arrows Ostrava Affluence: 96 |

| 16 septembre 2014 | Espagne | 9-2 Boxscore | Tchéquie | Ostrava, Arrows Ostrava Affluence: 350 |

| 16 septembre 2014 | Russie | 1-12 Boxscore | Pays-Bas | Ostrava, Arrows Ostrava Affluence: 290 |

| Pl. | Équipe       | J | V | D | %     |
| --- | ------------ | - | - | - | ----- |
| 1   | Pays-Bas     | 5 | 5 | 0 | 1.000 |
| 2   | Espagne      | 5 | 4 | 1 | 0.800 |
| 3   | Rép. tchèque | 5 | 3 | 2 | 0.600 |
| 4   | Croatie      | 5 | 1 | 4 | 0.200 |
| 5   | Grèce        | 5 | 1 | 4 | 0.200 |
| 6   | Russie       | 5 | 1 | 4 | 0.200 |

## Phase finale
| 18 septembre 2014 | Croatie | 11 - 10 Boxscore | Suède | Trebic, Hvezda Affluence: 85 |

| 18 septembre 2014 | Grande-Bretagne | 10 - 4 Boxscore | Grèce | Trebic, Hvezda Affluence: 92 |

| 19 septembre 2014 | Grèce | 0 - 2 Boxscore | Suède | Trebic, Hvezda Affluence: 165 |

| 19 septembre 2014 | Grande-Bretagne | 9 - 0 Boxscore | Croatie | Trebic, Hvezda Affluence: 180 |

| Pl. | Équipe      | J | V | D | %     |
| --- | ----------- | - | - | - | ----- |
| 1   | Royaume-Uni | 3 | 3 | 0 | 1.000 |
| 2   | Grèce       | 3 | 1 | 2 | 0.333 |
| 3   | Suède       | 3 | 1 | 2 | 0.333 |
| 4   | Croatie     | 3 | 1 | 2 | 0.333 |

### Match pour la7eplace
| 18 septembre 2014 | Russie | 2 - 12 Boxscore | Belgique | Blansko, Strawberry Field Affluence: 162 |

### Poule finale
Les résultats du premier tour entre les équipes du même groupe sont conservés pour la poule finale.
| 18 septembre 2014 | Italie | 6 - 4 Boxscore | Espagne | Brno, MBS Affluence: 250 |

| 18 septembre 2014 | France | 3 - 14 Boxscore | Tchéquie | Brno, MBS Affluence: 340 |

| 18 septembre 2014 | Allemagne | 4 - 10 Boxscore | Pays-Bas | Brno, MBS Affluence: 280 |

| 19 septembre 2014 | Pays-Bas | 14 - 5 Boxscore | France | Brno, MBS Affluence: 200 |

| 19 septembre 2014 | Espagne | 4 - 3 Boxscore | Allemagne | Brno, MBS Affluence: 170 |

| 19 septembre 2014 | Tchéquie | 1 - 9 Boxscore | Italie | Brno, MBS Affluence: 687 |

| 20 septembre 2014 | Espagne | 10 - 5 Boxscore | France | Brno, MBS Affluence: 89 |

| 20 septembre 2014 | Allemagne | 5 - 2 Boxscore | Tchéquie | Brno, MBS Affluence: 620 |

| 20 septembre 2014 | Italie | 0 - 5 Boxscore | Pays-Bas | Brno, MBS Affluence: 410 |

| Pl. | Équipe       | J | V | D | %     |
| --- | ------------ | - | - | - | ----- |
| 1   | Pays-Bas     | 5 | 0 | 0 | 1.000 |
| 2   | Italie       | 4 | 0 | 1 | 0.800 |
| 3   | Espagne      | 5 | 3 | 2 | 0.600 |
| 4   | Rép. tchèque | 5 | 1 | 4 | 0.200 |
| 5   | Allemagne    | 5 | 1 | 4 | 0.200 |
| 6   | France       | 5 | 1 | 4 | 0.200 |

#### Finale
| 21 septembre 2014 | Pays-Bas | 6 - 3 Boxscore | Italie | Brno, MBS Affluence: 840 |

## Classement
| Pl. | Sélection    |
| --- | ------------ |
|     | Pays-Bas     |
|     | Italie       |
|     | Espagne      |
| 4   | Rép. tchèque |
| 5   | France       |
| 6   | Allemagne    |
| 7   | Belgique     |
| 8   | Russie       |
| 9   | Royaume-Uni  |
| 10  | Grèce        |
| 11  | Suède        |
| 12  | Croatie      |

## Récompenses
Voici les joueurs récompensés à l'issue du tournoi:
| Récompense                          | Joueur |
| ----------------------------------- | ------ |
| MVP                                 |        |
| Meilleure moyenne au bâton          |        |
| Plus de victoires                   |        |
| Meilleure moyenne de points mérités |        |
| Plus de coups de circuits           |        |
| Plus de points produits             |        |
| Plus de points marqués              |        |
| Plus de bases volées                |        |
| Meilleur défenseur                  |        |